# هيروكازو اوغورا
هيروكازو اوغورا (باليابانية: 小倉博和؛ بالكانا: おぐら ひろかず) هو منتج أسطوانات ياباني، ولد في 28 يناير 1960 في تاكاماتسو في اليابان.

## وصلات خارجية
- الموقع الرسمي
- هيروكازو اوغورا على موقع ميوزك برينز (الإنجليزية)
- هيروكازو اوغورا على موقع ديسكوغز (الإنجليزية)